# Jalles Fontoura
Jalles Fontoura de Siqueira (Goianésia, 8 de setembro de 1950) é um político brasileiro. Neto de Jalles Siqueira, deputado federal de Goiás entre 1967 e 1971, e filho de Otávio Lage de Siqueira, governador do estado entre 1966 e 1971. Exerceu o mandato de deputado federal constituinte em 1988.

## Vide e família
Jalles Fontoura nasceu no ano de 1950, na cidade de Goianésia, em Goiás. Seu pai era Otávio Lage de Siqueira, governador de Goiás, eleito em 1965. Seu avô, Jalles Siqueira, foi deputado federal durante os anos de 1967 e 1971, pelo estado de Goiás. Casou-se e teve quatro filhos com Maria Luísa Rocha de Siqueira. No ano de 1969 ingressou na Faculdade de Engenharia da Universidade Federal de Minas Gerais (UFMG), onde se formou em 1973.

## Carreira política
Jalles Fontoura iniciou sua vida política em 1976, três anos após se formar na faculdade, como prefeito da cidade em que nasceu, Goianésia, na na legenda da Aliança Renovadora Nacional (Arena), partido criado com o objetivo de dar sustentação política à ditadura militar instituída a partir do Golpe de Estado no Brasil em 1964.
Após a extinção do bipartidarismo, novembro de 1979, se uniu ao Partido Democrático Social (PDS), agremiação que sucedeu a Arena. Em 1982, foi eleito deputado estadual pelo PDS. Em 1984, porém, houve uma difusão no partido, na qual se deu melhor a Frente Liberal, que foi contra a escolha do candidato Paulo Maluf para concorrer à presidência da República nas eleições de 1985. Esta mesma Frente Liberal apoiou o concorrente de Maluf, Tancredo Neves, que ganhou as eleições e se tornou presidente do Brasil. Após o ocorrido, a permanência dos dissidentes no partido se tornou impraticável e, desta forma, foi fundado o Partido da Frente Liberal (PFL), ao qual Jalles Fontoura se filiou.
Em 1987, foi eleito deputado federal pelo Partido da Frente Liberal (PFL), cargo que ocupou até o fim do mandato, 1991. Não tentou ser eleito em nenhum outro cargo político durante oito anos, até 1999, quando elegeu-se deputado estadual, ainda pelo PFL. No mesmo ano, pediu licença para ocupar a Secretaria de Estado de Goiás, onde ficou até 2001, quando exonerou-se para retornar ao seu mandato como deputado, em 2002.

### Presidência daSaneago
No dia 3 de fevereiro de 2017, o então governador do estado de Goiás, Marconi Perillo (PSDB) anunciou que Jalles Fontoura seria o novo presidente da Companhia de Saneamento de Goiás (SANEAGO), como sucessor de José Carlos Siqueira. Após ter garantido a permanência no cargo até o fim de 2018, ele se afastou interinamente, durante três meses, para assumir a coordenação da campanha de José Eliton (PSDB) para sua reeleição ao governo de Goiás.